# Loin d'ici
«Loin d'ici» (укр. Далеко звідси) — пісня австрійської співачки Зої, з якою вона представляла Австрію на   Євробаченні 2016 в Стокгольмі, Швеція. Це перша австрійська заявка на Євробаченні, яка була виконана французькою мовою.